# Grand Cornier
La Grand Cornier (3.962 m s.l.m.) è una montagna delle Alpi Pennine (sottosezione Alpi del Weisshorn e del Cervino). Si trova nel Canton Vallese tra la Val d'Anniviers ed il Vallon de Ferpècle.

## Caratteristiche

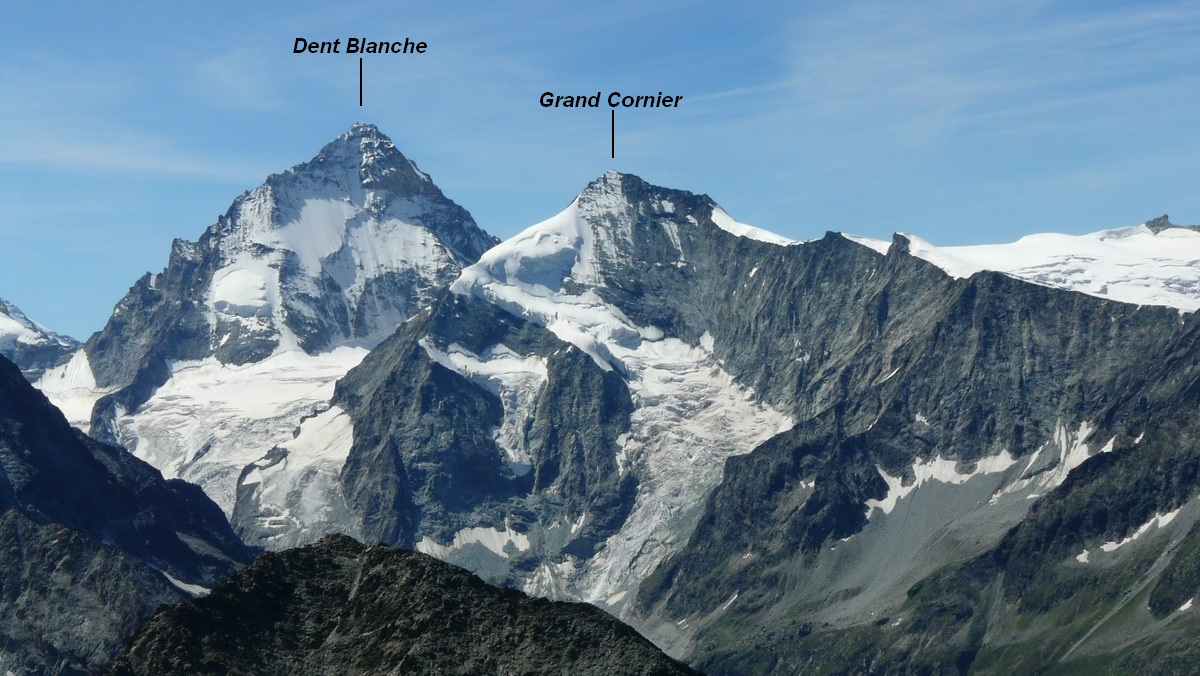
La Dent Blanche ed il Grand Cornier visti da nord-est.

Si trova a nord della Dent Blanche e dalla quale è separato dal Col de la Dent Blanche (3.531 m).

## Salita alla vetta
La prima salita alla vetta per il versante est fu eseguita il 16 giugno 1865 da Edward Whymper, Christian Almer, Michel Croz e F. Biner.
Oggi la via normale parte dalla Cabane de Moiry (2.825 m) e si sviluppa lungo la cresta nord-ovest.